# Bishop’s Stortford
Bishop’s Stortford – miasto targowe i civil parish w Anglii, w hrabstwie Hertfordshire, w dystrykcie East Hertfordshire, położone tuż przy granicy z hrabstwem Essex, nad rzeką Stort, ok. 30 mil na północ od Londynu i ok. 25 mil na południe od Cambridge. Jest najbliższym miastem dla lotniska Stansted, od którego jest oddalone zaledwie o ok. 4 mile w kierunku zachodnim. W 2001 roku miasto liczyło 35 325 mieszkańców, natomiast w 2011 roku civil parish liczyła 17 749 mieszkańców. Znajdujące się przy łączących Londyn i Cambridge linii kolejowej West Anglia Main Line i autostradzie M11, Bishop’s Stortford jest najważniejszym ośrodkiem rejonu East Hertfordshire. Bishop’s Stortford jest wspomniana w Domesday Book (1086) jako Rugelie.